# Manihiki (circonscription)
Inscrits : 225 (2006)
La circonscription électorale de Manihiki est l'une des 24 circonscriptions des îles Cook, représentant les habitants de l'île de Manihiki. 
L'actuel député en est Tereapii Piho (Democratic Party) qui remporta les élections de 2006.

## Source
- Constitution des îles Cook